# 21ª Divisione fanteria "Granatieri di Sardegna"
La 21ª Divisione fanteria "Granatieri di Sardegna" è stata una delle Grandi Unità di fanteria del Regio Esercito.

## Storia

### Le origini

Granatieri passati in rivista dal ministro inglese Leslie Hore-Belisha.

Le origini della divisione risalgono al 1831, alla Brigata Guardie dell'Armata Sarda. Con l'ordinamento dell'11 marzo 1926, che introduceva le brigate ternarie, venne costituita la Brigata "Granatieri di Sardegna", su tre reggimenti di granatieri, che con il 13º Reggimento artiglieria andò a formare la 21ª Divisione territoriale di Roma. L'8 febbraio 1934 questa divenne la 21ª Divisione di fanteria "Granatieri di Sardegna". Nel 1939 la divisione perde il 3º Reggimento "Granatieri di Sardegna", mentre successivamente venne aggregata la 55ª Legione CC.NN. d'assalto.
In esecuzione della legge 11 marzo 1926 sull'ordinamento del Regio Esercito, che prevedeva la costituzione delle Brigate su tre reggimenti, nella brigata venne inquadrato anche il 3º Reggimento "Granatieri" ricostituito il 1º dicembre 1926, formato con i terzi battaglioni dei reggimenti preesistenti, e la brigata prese il nome di XXI Brigata di fanteria.
Nel 1935 il I Battaglione del 3º Reggimento prese parte alla Guerra di Etiopia.
Nell'autunno 1939 quando vennero costituite le Divisioni di fanteria articolate su due reggimenti di fanteria, il 1° e il 2º Reggimento "Granatieri di Sardegna" vennero assegnati, insieme al 13º Reggimento artiglieria da campagna, alla 21ª Divisione fanteria "Granatieri di Sardegna", mentre il 3º Reggimento "Granatieri Guardie" venne staccato da essa, restando dislocato in Albania alla cui invasione aveva preso parte e sarebbe stato poi impiegato durante la seconda guerra mondiale sul fronte greco-albanese, dove si sarebbe distinto per dedizione ed eroismo.

### Occupazione dell'Albania
Nel 1939 il 3º Reggimento "Granatieri di Sardegna" fornì il I ed il II Battaglione, inseriti nel Reggimento di formazione "Mannerini", ed una batteria d'accompagnamento da 65/17 al Corpo di spedizione che venne inviato in Albania per prendere parte all'occupazione del Paese. Grazie a questa operazione, il reparto venne ridenominato 3º Reggimento "Granatieri di Sardegna e d'Albania". Al 2º Reggimento granatieri venne aggregato il battaglione della Guardia Reale Albanese, con compiti di guardia d'onore presso la capitale dell'Impero italiano.

### Seconda guerra mondiale

Cartolina celebrativa della Divisione che rievoca i fasti del Reggimento delle Guardie Reali di Carlo Emanuele II di Savoia

Nel giugno del 1940, all'entrata in guerra dell'Italia, la divisione venne mobilitata ed inviata con il VIII Corpo d'Armata sul fronte francese; qui, grazie alla rapida conclusione della battaglia delle Alpi Occidentali, la divisione non entrò in azione, rimanendo in riserva nella zona di Subbio, nell'astigiano. Il 3º Reggimento invece rimase in Albania e prese parte alla campagna di Grecia con il Raggruppamento litorale.
L'8 maggio 1941 la grande unità venne inviata in Slovenia, a presidio della Provincia di Lubiana, tra Lubiana e Kočevje.
Nel mese di settembre 1942, la Divisione venne trasferita in Croazia, per iniziare nella seconda metà di novembre il rimpatrio, prendendo sede a Roma.
Nella primavera del 1943 la divisione era schierata a difesa di Roma ed inserita nel Corpo d'armata motocorazzato, costituito nell'estate. Durante questa periodo fu riorganizzata secondo l'ordinamento Mod. 43, ricevendo il XXI Battaglione mortai ed arrivando a schierare 14 500 uomini e 54 pezzi d'artiglieria. Essa venne disposta ad arco immediatamente sul fianco meridionale della città, tra la Magliana e Tor Sapienza, a controllare le vie Tuscolana, Ostiense, Appia e Casilina.

### L'armistizio e la resistenza

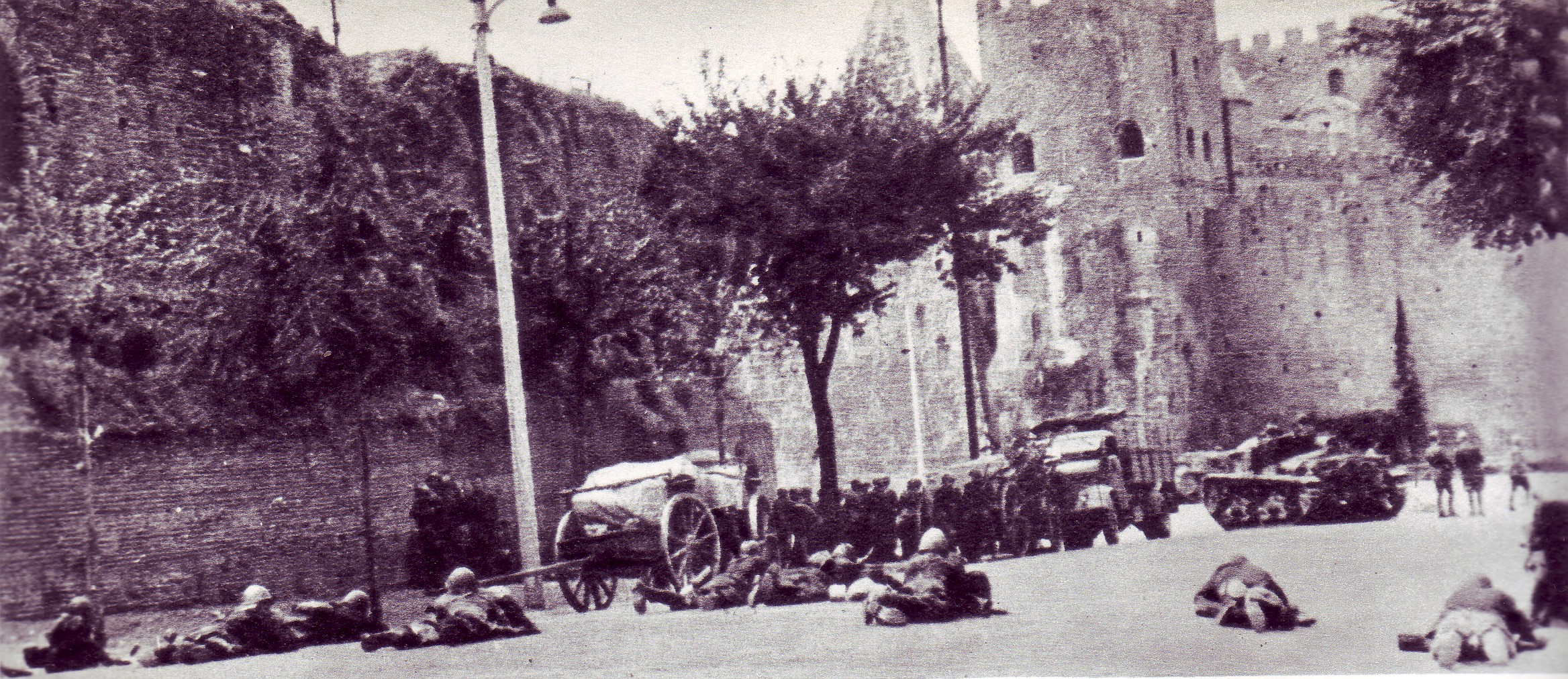
10 settembre 1943: granatieri italiani del generale Gioacchino Solinas cercano di contrastare i nazisti presso porta San Paolo.

Alla proclamazione dell'armistizio dell'8 settembre 1943 la Divisione faceva parte del Corpo d'Armata Motocorazzato adibito alla difesa della capitale ed era schierata nella zona sud di Roma a presidio dei capisaldi predisposti in corrispondenza delle vie di accesso alla Capitale, lungo un semicerchio dell'estensione di circa trenta chilometri, dalla Via Boccea alla Via Collatina. alla proclamazione dell'armistizio seguì l'immediata reazione militare delle forze tedesche della Wehrmacht schierate a sud e a nord della città, secondo le direttive operative stabilite da Adolf Hitler in caso di defezione italiana. Tutti i reparti della Divisione presero parte agli scontri del 9 e 10 settembre a sud di Roma contro i tedeschi a cavallo della Via Ostiense agli ordini del generale Gioacchino Solinas, contendendo le posizioni presidiate per due giorni: presso Porta San Paolo e al Campidoglio. Presso Porta San Paolo, che si rivelerà l'ultimo baluardo della difesa di Roma, poi al Campidoglio difeso dalla IV Compagnia Reclute del 1º Reggimento, comandata del Capitano Alberto Alessandrini, che si rivelerà l'ultimo baluardo della difesa di Roma, i Granatieri e le altre truppe giunte in rinforzo (carabinieri, bersaglieri, Polizia dell'Africa Italiana, "Lancieri di Montebello", carristi, paracadutisti, camionettisti) ebbero il forte sostegno della popolazione romana armata e si opposero strenuamente alla 2ª Divisione paracadutisti tedesca. Tuttavia verso le 17,00 i tedeschi sfondarono la linea dei difensori italiani e poco dopo le unità militari italiane si arresero, anche perché la fuga di Vittorio Emanuele III da Roma aveva di fatto reso ogni ulteriore resistenza insensata. In quello che è considerato il primo evento della Resistenza italiana caddero 597 italiani, di cui 414 militari e 183 civili. Per il loro ruolo nella difesa di Roma il 1º Reggimento "Granatieri di Sardegna" e l'8º Reggimento "Lancieri di Montebello" sono stati decorati con la Medaglia d'Oro al Valor Militare. 
Il 10 settembre, in seguito al trasferimento di Vittorio Emanuele III assieme alle più alte cariche governative e militari ed alla successiva resa voluta dagli Alti comandi romani, la Divisione, rimasta priva di ordini, si sbandò, così come la quasi totalità del Esercito Regio, sciogliendosi.
Il 3º Reggimento granatieri alla data dell'armistizio era dislocato in un'ampia zona della Grecia, con comando nella zona di Atene, attivo in servizi di vigilanza, di presidio e costieri. Su decisione degli alti Comandi fu decisa la resa, a seguito della quale tutti i militari vennero deportati nel campo di prigionia di Wietzendorf, in Germania.
Sempre a seguito dell'armistizio, tre battaglioni di granatieri di stanza in Corsica rifiutarono di arrendersi ed insieme alla 20ª Divisione fanteria "Friuli", alla 44ª Divisione fanteria "Cremona", alla 225ª e 226ª Divisione costiera ed ai partigiani francesi continuarono a combattere contro i tedeschi, scontrandosi con la Sturmbrigade Reichsführer SS e la 90. Panzergrenadier-Division, alle quali si era aggregato il XII Battaglione della 184ª Divisione paracadutisti "Nembo", che aveva deciso di continuare la lotta al fianco dei tedeschi. Le unità germaniche avevano lasciato la Sardegna e si erano portate in Corsica, con l'intenzione di raggiungere Bastia, a nord dell'isola, per poi imbarcarsi. Il Raggruppamento Granatieri in Corsica, costituito dai tre battaglioni, si batté con successo nelle operazioni intraprese dai comandi e dalle truppe italiane in quell'isola liberarondo Zonza, Quenza, Levie e Porto Vecchio e nei combattimenti ingaggiati per ostacolare lo spostamento dei reparti corazzati tedeschi che, lasciata la Sardegna, nonostante la resistenza italiana, i 30 000 tedeschi in ottobre raggiungevano Bastia riuscendo ad imbarcarsi alla volta di Livorno ed a raggiungere l'Italia del nord.
Il 15 maggio 1944 la Divisione venne ricostituita in Sardegna, quale Divisione Granatieri, per trasformazione del Raggruppamento Granatieri, formata da 1º e 2º Reggimento Granatieri, dal 32° e 132º Reggimento fanteria carrista, dal 553º e 548º Reggimento Artiglieria (quest'ultimo sostituito il successivo 14 luglio dal 507º Reggimento, formato per trasformazione del 7º Reggimento di C.A.), dalla 205ª compagnia mista del genio e da elementi dei servizi. Nella prima decade di agosto i due reggimenti granatieri inviati sul continente passarono alle dipendenze del Gruppo di Combattimento "Friuli".
Con il personale della divisione, sciolta in data 31 agosto dello stesso 1944, vennero formati il 1º e 2º Reggimento Guardie mentre aliquote di personale qualificato furono cedute alla Divisione "Cremona".

### C.R.O.W.C.A.S.S.
I nomi di quattro appartenenti alla divisione "Granatieri di Sardegna" figurano nell'elenco CROWCASS (Central Registry of War Criminals and Security Suspects) (1947) delle persone ricercate dalla Jugoslavia per crimini di guerra:
(Name) ORLANDO Taddeo - (C.R. File Number) 148664 - (Rank Occupation Unit Place and Date of Crime) General, "Granatieri di Sardegna" Div., XI Army Corps (Yugo.) 43 - (Reason Wanted) Murder - (Wanted by) Yugo.
PASQUALE Giuseppe - 253276 - Chief, 21 Bn. Sardinia Gren. Div. Executive Section, Ljubljana (Yugo.) 42 - Misc. Crimes - Yugo.
PERNA U. (o PENNA) - 191060 - Commander, Italian Army, 2 "Granatieri di Sardegna", Blocice Slovenia (Yugo.) 25.-28.6.42 - Pillage - Yugo.
ZANINI - 250586 - Chief, Ex. Off., 21 Bn., Sardinia Gren.-Div., Ljubljana (Yugo.) 42 - Torture - Yugo.

### La cobelligeranza
In ottobre 1943 il Raggruppamento speciale granatieri, ora inquadrato nell'Esercito Italiano Cobelligerante, fu trasferito dalla Corsica al nord della Sardegna e successivamente ad Iglesias. Il 15 maggio 1944 fu trasformato in Divisione Granatieri, ordinato sul 1º e 2º Reggimento, e nel settembre 1944 fu inviata sul continente per passare alle dipendenze del Gruppo di Combattimento "Friuli", contribuendo alla costituzione dei primi reparti del nuovo Esercito Italiano che partecipò, con gli alleati, alle battaglie ingaggiate per risalire verso il nord della Penisola per la lotta di Liberazione.
Sul fronte opposto, nella Repubblica Sociale Italiana, nel 1944 venne costituito il IV Battaglione Granatieri del Raggruppamento "Cacciatori degli Appennini", con funzione di lotta antipartigiana. L'Esercito Nazionale Repubblicano allineava inoltre una 2ª Divisione granatieri "Littorio".

### Il dopoguerra
La grande unità viene ricostituita il 1º aprile 1948 in Roma quale Divisione di fanteria "Granatieri di Sardegna" dell'Esercito Italiano, con il 1º Reggimento "Granatieri di Sardegna", il 17º Reggimento fanteria "Acqui", il 13º Reggimento artiglieria da campagna, ai quali si uniscono nel 1951 un battaglione genio pionieri e nel 1959 il 1º Reggimento bersaglieri corazzato.
Nel 1976 si è avuta una riorganizzazione dell'Esercito: la Divisione "Granatieri di Sardegna" veniva sciolta e nasceva invece la Brigata meccanizzata "Granatieri di Sardegna".

## Ordini di battaglia: 1940-1943

Granatieri del Gruppo di Combattimento "Friuli", riconoscibili dagli alamari sull'uniforme kaki inglese.

- Vicecomandante il Gen. B. Alberto Mannerini (sino al 10 agosto 1941)
- Vicecomandante il Gen. B. Adolfo de Rienzi (con anzianità dal 1º gennaio 1942)
- 1º Reggimento "Granatieri di Sardegna"
- 2º Reggimento "Granatieri di Sardegna"
- 3º Reggimento "Granatieri Guardie"
- 55ª Legione CC.NN. d'assalto
- 13º Reggimento artiglieria "Granatieri di Sardegna"
- XXI Battaglione mortai da 81
- 121ª Compagnia cannoni controcarro da 47/32
- XXI Battaglione genio
  - 21ª Compagnia mista telegrafisti/marconisti
  - 54ª Compagnia genio
  - 21ª Compagnia genio
- 1ª Sezione sanità
  - 56º Ospedale da campo
  - 85º Ospedale da campo
  - 88º Ospedale da campo
- 161ª Autosezione
  - 330ª Autofficina
- 62ª Sezione CC.RR.

## Comandanti (1939-1943)
- Gen. D. Alfredo Guzzoni
- Gen. B. Carlo Geloso (interim)
- Gen. B. Giovanni Vecchi (interim)
- Gen. D Ubaldo Soddu
- Gen. D. Ezio Rosi (1937-1939)
- Gen. B. Umberto Spigo (interinale) (1939)
- Gen. D. Taddeo Orlando (1º aprile 1940 - 13 novembre 1942)
- Gen. B. Adolfo De Rienzi (interinale) (novembre 1942)
- Gen. D. Giunio Ruggiero (30 novembre 1942 - 3 agosto 1943)
- Gen. D. Gioacchino Solinas (4 agosto - 10 settembre 1943)